# Hudson Lake (Indiana)
Hudson Lake es un lugar designado por el censo ubicado en el condado de LaPorte en el estado estadounidense de Indiana. En el Censo de 2010 tenía una población de 1297 habitantes y una densidad poblacional de 186,58 personas por km².

## Geografía
Hudson Lake se encuentra ubicado en las coordenadas 41°43′9″N 86°32′50″O / 41.71917, -86.54722. Según la Oficina del Censo de los Estados Unidos, Hudson Lake tiene una superficie total de 6.95 km², de la cual 4.99 km² corresponden a tierra firme y (28.28%) 1.97 km² es agua.

## Demografía
Según el censo de 2010, había 1297 personas residiendo en Hudson Lake. La densidad de población era de 186,58 hab./km². De los 1297 habitantes, Hudson Lake estaba compuesto por el 97.07% blancos, el 0.08% eran afroamericanos, el 0.23% eran amerindios, el 0.08% eran asiáticos, el 0% eran isleños del Pacífico, el 0.93% eran de otras razas y el 1.62% pertenecían a dos o más razas. Del total de la población el 3.01% eran hispanos o latinos de cualquier raza.